# Eudromiella inexpectata
Eudromiella inexpectata är en kackerlacksart som först beskrevs av Rehn, J. A. G. 1906.  Eudromiella inexpectata ingår i släktet Eudromiella och familjen småkackerlackor. Inga underarter finns listade i Catalogue of Life.